# Eugène Lefébure

Eugène Lefébure

Eugène Lefébure (* 11. November 1838 in Prunoy, Yonne; † 9. April 1908 in Algier) war ein französischer Ägyptologe.
Lefébure arbeitete zunächst bei der Post. Nach dem frühen Tod seiner Frau beschäftigte er sich mit Ägyptologie und studierte bei François Chabas. Seit 1879 lehrte er in Lyon, seit 1880 arbeitete er für die französische Grabungsmission in Kairo, deren Leiter er 1881 wurde. Zwei Jahre später sollte er im Auftrag von Auguste Mariette eine Karte vom Tal der Könige erstellen. Er dokumentierte die Gräber Sethos I. (KV17) und Ramses IV. (KV2) und außerdem erstellte die Pläne der Gräber KV26, KV27, KV28, KV29, KV37, KV40, KV59, WV24 und WV25. Er publizierte 1885 bis 1889 seine Arbeiten in vier Bänden mit dem Titel Les Hypogées royaux de Thèbes. 1883 kehrte er aus Gesundheitsgründen nach Lyon zurück und lehrte seit 1885 als Nachfolger von Eugène Grébaut an der École du Louvre. Kurz darauf ging er an die Universität Algier, wo er bis zu seinem Tode lehrte. Er war ein enger Freund von Stéphane Mallarmé.

## Schriften
- Traduction comparée des hymnes au soleil. 1868.
- Le mythe osirien. 1875.
- Le papyrus funéraire de Soutimès d’après un exemplaire hiéroglyphique du Livre des morts appartenant à la Bibliothèque nationale reproduit. 1877.
- Les Hypogées royaux de Thèbes. 1885–1889.
- L’oeuf dans la religion Egyptienne. 1887.
- Rites égyptiens: construction et protection des édifices. 1890.
- Etude sur Abydos. 1893.